# Економічні реформи в Росії (1990-ті роки)

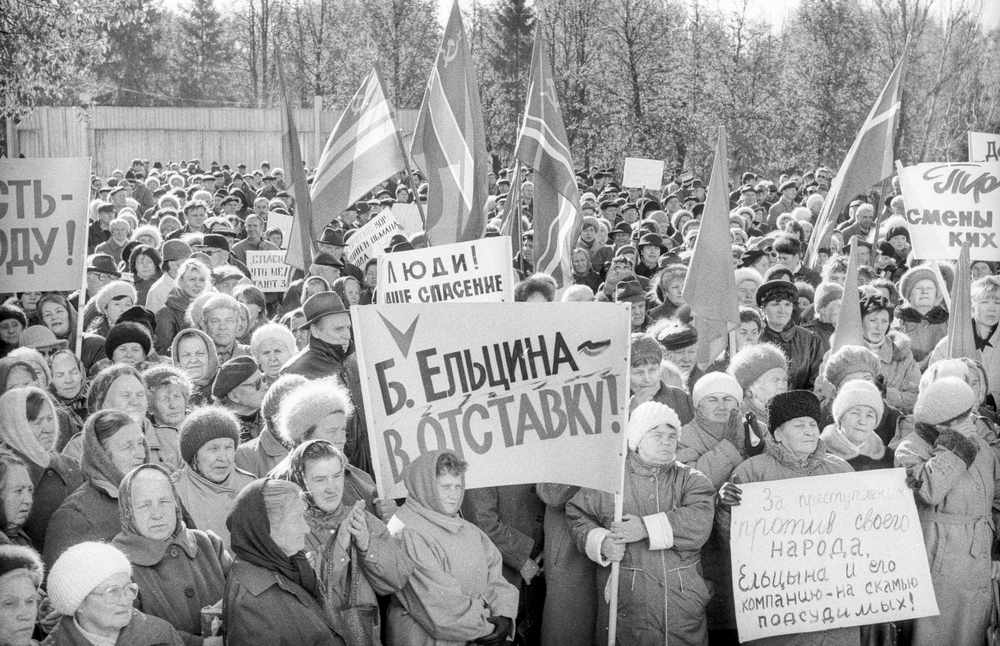
Мітинг у рамках Всеросійської акції протесту профспілок «Ні — згубним економічним реформам», 1998 рік. Гасла на плакатах: «Б. Єльцина — у відставку!», «За злочини проти свого народу, Єльцина та його компанію — на лаву підсудних!»

Економічні реформи в Росії, що проводилися в 1990-х роках у Російській Федерації, включали лібералізацію цін, лібералізацію зовнішньої торгівлі та приватизацію колишніх союзних держпідприємств.

## Передісторія та передумови реформ
У 1960-х—1980-х роках СРСР нарощував обсяги видобутку та експорту нафти й газу. Експорт нафти та нафтопродуктів зріс із 75,7 млн тонн у 1965 році до 193,5 млн тонн у 1985 році; експорт у доларову зону становив 36,6 та 80,7 млн тонн, відповідно. За твердженням М. В. Славкіної, отримана в результаті експорту валютна виручка використовувалася переважно не для модернізації економіки (придбання високих технологій чи переоснащення обладнання), а для імпорту продовольства та товарів народного споживання. Як стверджує М. В. Славкіна, імпортні закупівлі зерна, м'яса, одягу та взуття забирали понад 50 % (в окремі роки до 90 %) валютної виручки (за твердженням С. Г. Кара-Мурзи, імпорт продовольства становив не більше 7 % сумарного імпорту). Частка імпортного обладнання в промисловості СРСР, за даними В. Шликова, у 1990 році становила 20 %.
Секретар ЦК КПРС В. А. Медведєв у 1994 році писав, що до 1989 року розвинулася «справжня економічна криза», що справила значний вплив на споживчий ринок зі збоєм поставок продовольства та ажіотажним попитом населення, зокрема на продукти першої необхідності.
Після серпневого путчу КПРС втратила владу, через кілька місяців СРСР припинив своє існування. У середині листопада 1991 року Єльцин очолив перший уряд реформ у Росії, після чого підписав пакет із десяти президентських указів та урядових розпоряджень, які намічали конкретні кроки у бік ринкової економіки. Наприкінці листопада 1991 року Росією було взято зобов'язання за боргами СРСР.
Низка вчених на початку дев'яностих попереджали про небезпеку настання в результаті проведення ринкових реформ «варварського капіталізму», щонайменше найближчими роками. У 1990—1991 роках було створено кілька програм проведення економічних реформ в СРСР та Росії. Це програма «500 днів» Г. О. Явлінського, «Програма стабілізації економіки та переходу до ринкових відносин у РРФСР», представлена Верховній Раді РРФСР І. С. Силаєвим, та підготовлена групою М. О. Чуканова програма «Гранично радикальна економічна реформа». Гаврило Попов в інтерв'ю 2010 року зазначав, що «після перемоги над путчем (ДКНС — Прим.), коли Єльцин прийняв гайдарівський варіант перетворень в економіці… В остаточному варіанті реформ були по максимуму враховані інтереси номенклатури. Та інтереси Заходу. Тому що без допомоги Заходу Єльцин і нова влада загалом утриматися б не змогли».
Як зазначав ідеолог ринкових реформ Єгор Гайдар, описуючи ситуацію середини 1980-х років: «Нам здавалося, що радянська економіка відносно самостійна і саме тому стійка. Насправді вона до середини 80-х років була сильно інтегрована у світову і вкрай від неї залежала. Причому в кооперації величезну роль відігравали експорт нафти та імпорт продовольства»
До 1990 року продовольча криза почала вступати в гостру фазу. Дедалі гостріше відчувався дефіцит товарів першої необхідності, виникали великі черги. Загострення ситуації знаходить своє відображення і в численних звітах у центральних органах управління. Так, наприклад, у березні 1991 року перший заступник міністра Мінхлібпродукту РРФСР А. Куделя надавав республіканському уряду звіт про важку ситуацію з поставками хліба і, що «в ситуації, що склалася» необхідно «терміново вирішити питання про джерела оплати передбаченого до закупівель імпортного зерна та постачання його до РРФСР у квітні-травні не менше 4 млн тонн щомісяця». Дедалі більше надходить і листів з місць з інформацією про напружену ситуацію із забезпеченням продовольством
У листопаді-грудні 1991 року на ім'я президента Б. Єльцина надійшло кілька телеграм з інформацією про важке становище з продовольством на місцях. Так, наприклад, про безпосередню небезпеку зриву постачання населення хлібом пишуть з Єкатеринбурга. У грудні 1991 року Держкомстат, наприклад, повідомляє про фактичний провал поставок овочів: «Лише п'ята частина передбачених держзамовленням обсягів картоплі поставлена до м. Санкт-Петербург, Республіки Карелія, Волгоградської області. Жодної тонни її не відвантажено до Красноярського краю. Зривають поставки картоплі до цих регіонів Новгородська, Псковська, Тульська, Тверська, Смоленська області, Татарська РСР. До м. Москви відвантажено часнику 12 % від передбачених обсягів, цибулі — 31 %, до м. Санкт-Петербург буряків — 23 %, цибулі 2,4 %». Саме в таких складних умовах розпочалися ринкові економічні реформи. Водночас екс-голова Ради міністрів СРСР М. І. Рижков у 2010 році заявив, що дефіцит навмисно створювався деякими представниками влади (зокрема, за його словами, Єльцин ініціював одночасний ремонт 24 тютюнових фабрик, що спровокувало дефіцит тютюну). На думку академіка РАН В. М. Полтеровича, дефіцит товарів, що спостерігався наприкінці 1991 року, був «значною мірою породжений очікуванням майбутніх змін, зокрема, різкого підвищення цін у результаті лібералізації, про яку було фактично оголошено ще в жовтні 1991».
Екс-міністр фінансів Росії О. Л. Кудрін у своїй статті («Питання економіки», 2007) весь пострадянський період вказує як період реформ, «відправною точкою яких можна вважати лібералізацію цін на початку 1992 р.»

## Хронологія
- 28 жовтня 1991 — на V з'їзді народних депутатів РРФСР Єльцин оголошує про перехід до ринку з січня 1992 року.
- 6 листопада 1991 — Єльцин формує новий уряд, який має втілити в життя прийдешні реформи. На чолі уряду Єльцин стає сам, а першим заступником призначає маловідомого вченого-економіста, переконаного ринковика Є. Т. Гайдара. Новим головою Держкоммайна Росії став ленінградський економіст Анатолій Чубайс.
- 19 грудня 1991 — постанова Уряду РРФСР № 55 «Про заходи щодо лібералізації цін».
- 1 січня 1992 — лібералізація цін[18], гіперінфляція, початок ваучерної приватизації.
- 29 січня 1992 — Указ про свободу торгівлі.
- 11 червня 1992 — постановою Верховної Ради Російської Федерації № 2980-I затверджено «Державну програму приватизації державних і муніципальних підприємств у Російській Федерації на 1992 р.».
- липень-вересень 1993 — падіння темпів інфляції, скасування рубля СРСР (грошова реформа).
- листопад-грудень 1995 — приватизація найбільших державних підприємств шляхом заставних аукціонів.
- 1 січня 1998 — 1000-кратна деномінація рубля.
- з 17 серпня 1998 — економічна криза, дефолт за внутрішніми зобов'язаннями (ДКО, ОФЗ), чотириразовий обвал курсу рубля.

## Лібералізація

### Лібералізація цін

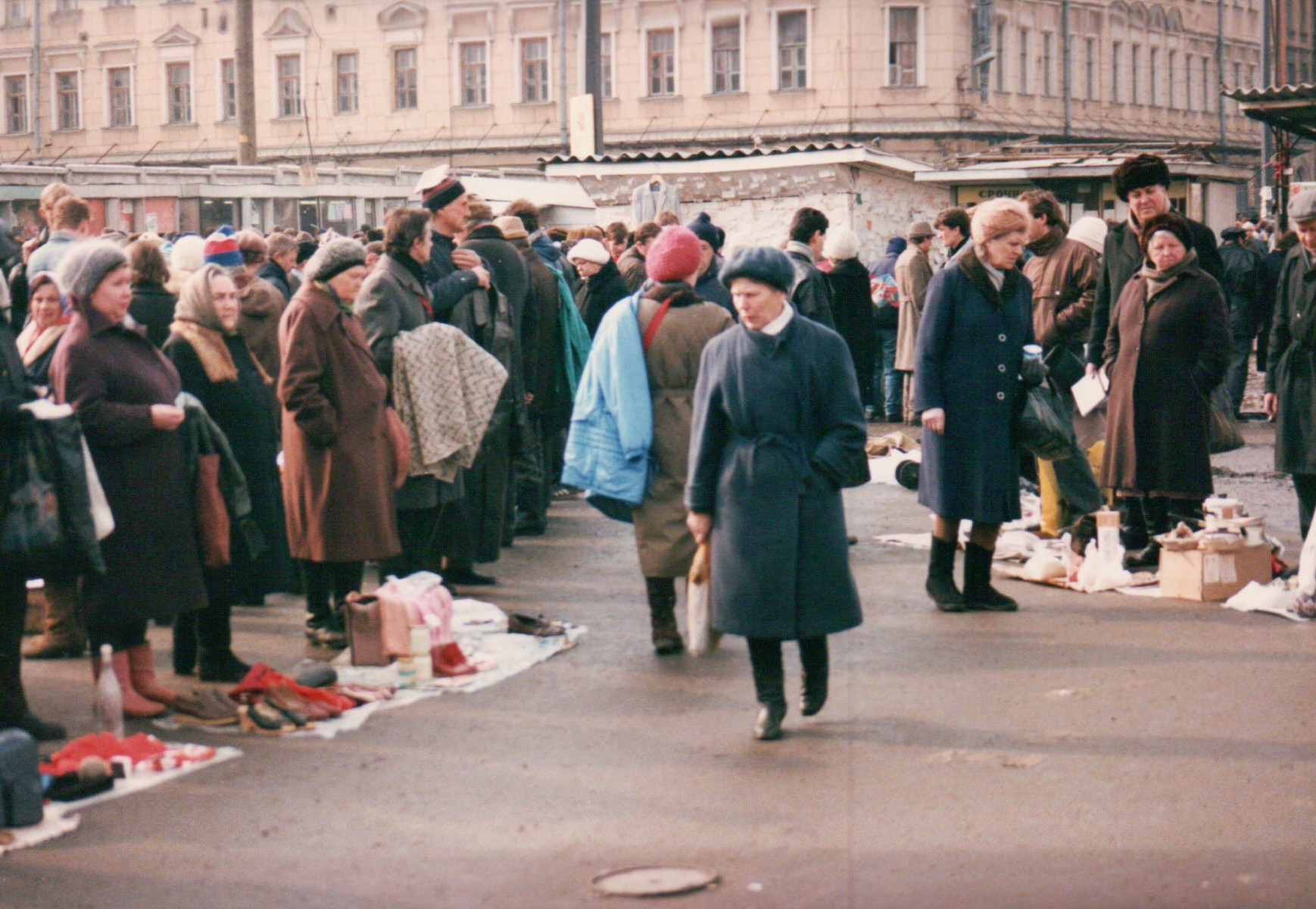
Вуличний ринок у Ростові-на-Дону, 1992 рік

На початку 1992 року в країні почала проводитися радикальна економічна реформа, зокрема, 2 січня 1992 року набув чинності Указ Президента РРФСР «Про заходи щодо лібералізації цін». Вже в перші місяці року ринок став наповнюватися споживчими товарами, але монетарна політика емісії грошей (зокрема й у колишніх союзних республіках:142-148).
У середньому по Росії за 1992 рік роздрібні ціни збільшилися у 26,1 раза, а грошові доходи населення — лише в 11,4 раза.
На думку академіка РАН М. П. Шмельова, Єгор Гайдар фактично пограбував країну тим, що не ввів інфляційний коефіцієнт на вклади в ощадних касах. За словами Шмельова, була можливість через акціонування підприємств розпродати основні фонди самим підприємствам і працівникам, це дозволило б наповнити підприємства обладнанням: «Не відбирати, а потім ділити між шахраями, а дати людям через акціонування набагато більше».
Економіка, що вийшла з-під контролю уряду, страждала від фінансових спекуляцій, падіння курсу рубля щодо твердої валюти. Криза неплатежів та заміна грошових розрахунків бартером погіршували загальний стан господарства країни. Результати реформ стали очевидними до середини 1990-х років. З одного боку, в Росії почала формуватися багатоукладна ринкова економіка, покращилися політичні та економічні зв'язки з країнами Заходу, у законодавстві вперше була відображена політика захисту прав і свобод людини (яка насправді фактично була відсутня). Але в 1991—1996 роках ВВП та промислове виробництво впали більш ніж на 20 %, рівень життя більшості населення різко знизився, інвестиції за 1991—1998 роки впали на 70 %.
Руйнування радянського державного апарату регулювання цін та лібералізація цін призвели до величезних диспаритетів у цінах та фінансовому становищі підприємств і галузей. В умовах практично повної монополізації виробництва лібералізація цін фактично призвела до зміни органів, які їх встановлюють: замість державного комітету цим стали займатися самі монопольні структури, наслідком чого стало різке підвищення цін та одночасне зниження обсягів виробництва. Таким чином проявився типово монопольний ефект. В результаті державна система ціноутворення була фактично замінена не ринковою, а монопольною, властивістю якої є підвищений рівень рентабельності при низькому обсязі випуску продукції, що, своєю чергою, призводить до прискорення інфляції та до скорочення виробництва.
Лібералізація цін призвела до галопуючої інфляції, зростання неплатежів, знецінення заробітної плати, знецінення доходів та заощаджень населення, зростання безробіття, а також до значного посилення проблеми нерегулярності виплати заробітків.
Внаслідок лібералізації цін до середини 1992 року російські підприємства залишилися практично без обігових коштів.
Лібералізація цін призвела до того, що зростання цін значно випередило зростання грошової маси, наслідком чого стало її реальне стиснення. Так, за 1992—1998 роки індекс-дефлятор ВВП та індекс споживчих цін зросли приблизно у 2400 разів, водночас агрегат грошової маси М2 збільшився приблизно у 280 разів. В результаті «реальна» грошова маса скоротилася у 8 з гаком разів. При цьому не відбулося такого ж збільшення швидкості обігу грошей, що могло б компенсувати стиснення. Становище погіршувалося тим, що в результаті приватизації на грошову масу лягло додаткове навантаження з обслуговування акцій, облігацій тощо, які раніше не були об'єктами угод. Внаслідок цих процесів до 2000 року грошова маса стала становити близько 15 % ВВП, при тому, що в країнах з перехідною економікою вона становила тоді 25—30 % ВВП, а в розвинених країнах — 60—100 % ВВП. При нестачі грошей вони стали настільки дорогими, що реальний сектор економіки опинився оголеним від фінансових ресурсів. Відсутність грошей в економіці також прискорила розвиток інших негативних процесів: падіння економічного зростання, поповнення недостатньої грошової маси сурогатами та посилення натуралізації обміну (бартерних операцій).

### Наповнення ринку товарами
Товарний дефіцит після лібералізації цін у січні 1992 року частково зберігався ще деякий час. Так, у 1992 році за попереднім записом продавалися меблі, телевізори та інші подібні товари. У серпні 1992 року у вільному продажу часто не було також прасок, пральних машин, електричних чайників, пилососів, холодильників, шкільних зошитів, лез для гоління, чайного посуду. При цьому широке поширення вуличної торгівлі та торгівлі на ринках супроводжувалося деградацією магазинів. Так, у Москві перевірка в універсамі виявила продаж в одному відділі розфасованих сухарів, борошна, а також сигарет та засобів від тарганів. У низці столичних булочних поряд із хлібом торгували взуттям, одягом та тютюновими виробами. Це призводило до зростання витрат часу на придбання товарів, що викликало невдоволення громадян. Активізації товарних потоків та наповненню ринку товарами сприяла діяльність так званих «човників», які ввозили імпортні товари. Привезені ними товари продавалися, переважно, з рук, у наметах та на ринках. Загалом відбувалося нарощування імпорту продовольства та промислових споживчих товарів. Питома вага імпорту в загальному обсязі товарних ресурсів у 1991 році становила 14%, у 1994 — 39%, у 1995 — вже 54% (ці дані офіційної статистики навряд чи повністю включали імпорт товарів «човниками»). У вересні 1996 року опитування ВЦВГД показало, що поліпшення продовольчого забезпечення респонденти вважали однією з найзначніших змін після 1985 року: з показником у 29% вона посідала третє місце, поступаючись свободі слова та свободі віросповідання. При цьому насичення ринку за рахунок нарощування імпорту, а не власного виробництва, породжувало нові проблеми — труднощі підприємств зі збутом своєї продукції..

### Лібералізація зовнішньої торгівлі
У 1992 році одночасно з лібералізацією внутрішніх цін була проведена лібералізація зовнішньої торгівлі. Вона була здійснена задовго до того, як внутрішні ціни прийшли до рівноважних значень. Як наслідок, продаж деяких сировинних ресурсів (нафти, кольорових металів, палива) в умовах низьких експортних тарифів, різниці внутрішніх та світових цін, слабкого контролю на митниці, став надприбутковим. Як писав академік РАН В. М. Полтерович, за такої прибутковості зовнішніх операцій із сировиною, інвестиції в розвиток виробництва втратили сенс, а «метою стало отримання доступу до зовнішньоторговельних операцій». На думку В. М. Полтеровича, «це сприяло зростанню корупції та злочинності, зростанню нерівності, підвищенню внутрішніх цін та спаду виробництва». Іншим наслідком лібералізації торгівлі став потік дешевих імпортних споживчих товарів, що спрямувався на російський ринок. Цей потік призвів до обвалу вітчизняної легкої промисловості, яка до 1998 року стала виробляти менше 10 % від рівня до початку реформ. Співробітник ІЕОПП СВ РАН, чл.-кор. РАН економіст-дослідник В. І. Суслов зазначав, що модельні експерименти, які вони проводили в 90-ті роки, показували, що лібералізація зовнішньої торгівлі робить економіку відкритою, при цьому багато вітчизняних галузей не витримують конкуренції з відповідними галузями розвинених країн, що веде до значного вимивання їх зі структури народного господарства, насамперед страждає обробна, легка та харчова Шаблон:No wikify, де й відбулося значне падіння виробництва, як це відомо тепер; допомогти вітчизняній економіці могли б протекціоністські заходи, але вжиті вони не були.

### Оцінки результатів лібералізації

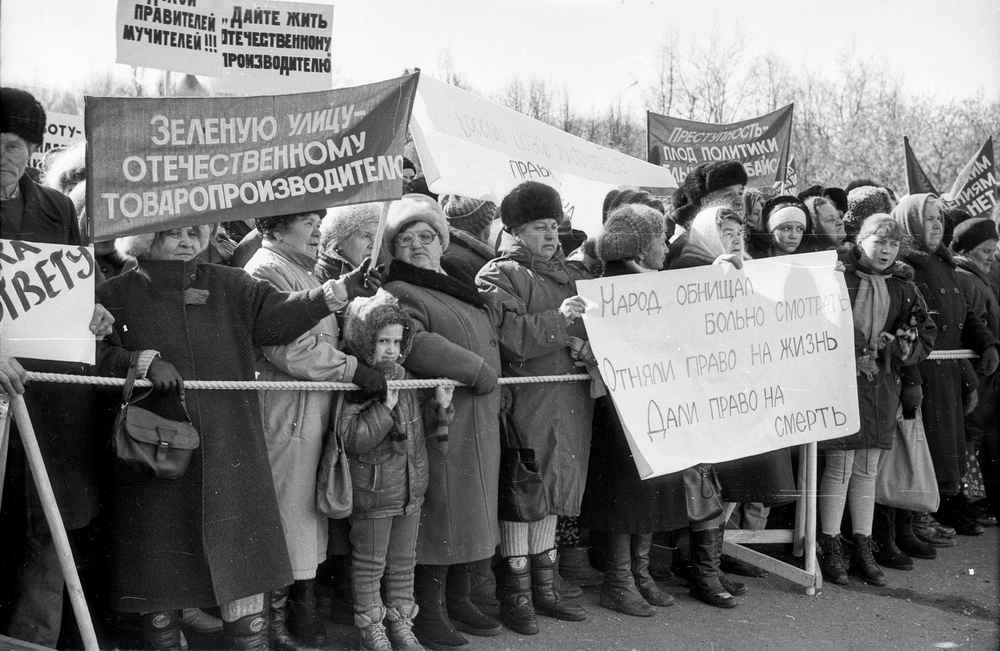
Мітинг у Переславлі-Залєському у 1997 році. Гасла на плакатах: «Зелену вулицю — вітчизняному товаровиробнику», «Народ зубожів, боляче дивитися: відібрали право на життя, дали право на смерть», «Злочинність — плід політики Єльцина, Чубайса», «Геть правителів-мучителів!», «Дайте жити вітчизняному виробнику»

Прихильники Гайдара вважають, що за всієї неоднозначності наслідків економічних реформ у 1992 році його уряду вдалося досягти запуску ринкових механізмів та наповнити продовольчі ринки (прихильники реформ зазначали існування до цього загрози голоду, противники їх — заперечували). Ліберальний економіст та міністр економіки в єльцинському уряді Євген Ясін вважав, що лібералізація запускає механізми структурної перебудови економіки. Ця перебудова, на його думку, неминуче супроводжується кризою та спадом, закриттям неконкурентоспроможних виробництв. Однак нові ціни реально відображають попит і стимулюють перехід ресурсів, що вивільнилися з планового господарства, до конкурентоспроможних галузей. У другій фазі перебудови, вважає Ясін, починається реконструкція та підйом виробництв, зростання доходів та інвестицій.
На думку прихильників реформ, позитивні наслідки переходу до ринкової системи мали довгостроковий ефект. Зокрема, сам Єгор Гайдар писав наприкінці 1990-х років, що повною мірою ефект реформ стане очевидним лише до 2005 року. Так, у статті колишнього співробітника МВФ, економіста Олега Гаврилишина, на основі порівняння результатів ринкових реформ у різних країнах, стверджується, що негативні ефекти переходу до ринку не слід пов'язувати з лібералізацією, навпаки, ці наслідки в Росії посилилися через перерваний характер «шокової терапії» та незавершену фінансову стабілізацію. Гаврилишин пише, що «найкращий шлях з погляду інституційного розвитку — не зволікати з лібералізацією. Країни, які вже на першому етапі зробили швидкі кроки щодо макроекономічної стабілізації та лібералізації, побудували й досконаліші інститути».

## Приватизація
Вартість основних фондів усієї промисловості РРФСР станом на 1990 рік оцінюється в 1,1 трлн дол. США.
3 липня 1991 року Верховна Рада РРФСР ухвалила закон «Про приватизацію державних та муніципальних підприємств у РРФСР», у статті 17 якого було записано: «визначення початкової ціни для продажу підприємства за конкурсом (на аукціоні) або величини статутного капіталу акціонерного товариства» має проводитися «на підставі оцінки підприємства за його передбачуваною прибутковістю (у разі його збереження)». Всупереч цьому Держкоммайно із січня 1992 року почало розробляти методику оцінки приватизованих підприємств за залишковою вартістю їхнього майна без урахування інфляції. В результаті багато підприємств було продано за цінами, в десятки разів меншими за їхню реальну вартість.
Влітку 1992 року розпочалося здійснення програми приватизації. До того часу в результаті проведеної лібералізації цін російські підприємства залишилися практично без обігових коштів. Реформатори прагнули провести приватизацію максимально швидко, тому що головною метою приватизації вони бачили не створення ефективної системи господарювання, а формування шару власників як соціальної опори реформ. «Обвальний» характер приватизації визначив її практично безкоштовний характер та масові порушення базових прав людини.
У 1990-х роках низку найбільших російських підприємств було приватизовано на заставних аукціонах та перейшли в руки нових власників за цінами, багаторазово заниженими порівняно з їхньою реальною вартістю. Близько 145 тис. державних підприємств було передано новим власникам за в десятки тисяч разів заниженою загальною вартістю всього близько 1 млрд доларів. Із 500 найбільших російських підприємств приблизно 80 % було продано за ціною менше 8 млн доларів кожне.
В результаті приватизації в Росії сформувався клас так званих «олігархів». Водночас з'явилася колосальна (понад 70 % населення Росії у 1993 році) кількість людей, що живуть нижче рівня бідності за середньосвітовими мірками.
Одним з основних аргументів за приватизацію та ліквідацію структур господарського управління в СРСР та в Росії були надто великі розміри підприємств, а також монополізація та централізація радянської економіки. Заради демонополізації будь-якому підприємству, що входило до об'єднання, було дозволено приватизуватися окремо від цього об'єднання. Як правило, це призводило до тяжких негативних наслідків.
Переважна більшість населення Росії негативно ставиться до підсумків приватизації. Як показують дані кількох соціологічних опитувань, близько 80 % росіян вважають її нелегітимною та виступають за повний або частковий перегляд її підсумків. Близько 90 % росіян дотримуються думки, що приватизація проводилася нечесно і великі статки нажиті нечесним шляхом (з цією точкою зору згодні 72 % підприємців). Як зазначають дослідники, у російському суспільстві склалося стійке, «майже консенсусне» неприйняття приватизації та утвореної на її основі великої приватної власності.

## Результати реформ

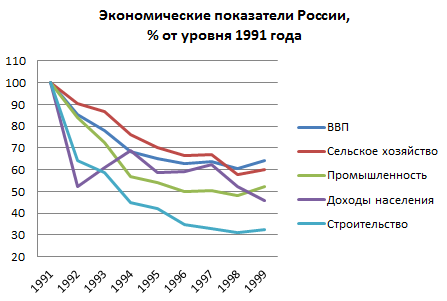
Динаміка економічних показників Росії в 1991—1999 роках, у % до рівня 1991 року

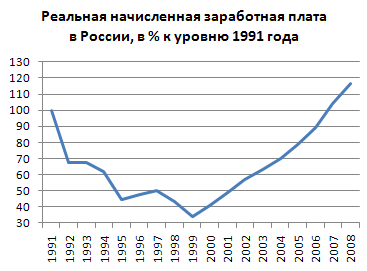
Динаміка реальної нарахованої заробітної плати в Росії в 1991—2008 роках, у % до рівня 1991 року

- В результаті реформи 1990-х років у Росії не було створено повноцінної ринкової економіки[40]. Створена економічна система радше мала риси державного капіталізму, її називають, зокрема, «квазіринковою». На думку академіка РАН О. Д. Некіпелова, особливостями цієї системи, створеної в результаті максимальної лібералізації економічної діяльності, довільного розподілу держвласності, фінансової стабілізації за рахунок жорсткого обмеження сукупного попиту, були «безпрецедентна натуралізація господарської діяльності, стійке значне перевищення відсотковою ставкою рівня віддачі капіталу в реальному секторі та неминуча в цих умовах орієнтація всієї економіки на фінансово-торговельні спекуляції та розтягування раніше створеного багатства, хронічна фіскальна криза, викликана виникненням „поганої послідовності“: „дефіцит бюджету — скорочення державних витрат — спад виробництва та розростання неплатежів — скорочення податкових надходжень — дефіцит бюджету“»[41].
- Під впливом гіперінфляції відбулася глибока деформація всіх вартісних пропорцій та співвідношення цін на продукцію окремих галузей, що змінило вартісні основи фінансової, бюджетної та кредитно-грошової системи. Індекс споживчих цін з 1992 по 1995 рік збільшився у 1187 разів, а номінальна зарплата — у 616 разів. Тарифи на вантажні перевезення збільшилися за ті роки у 9,3 тис. разів, а індекс цін реалізації продукції сільського господарства виробниками продукції підвищився лише у 780 разів, у 4,5 раза менше, ніж у промисловості. Нерівновага доходів та витрат досягла за роки перетворень такого рівня, що механізм неплатежів перестав справлятися з його збалансуванням[42].
- Помітне збіднення практично більшості населення Росії на початку 1990-х років: життєвий рівень основної маси населення знизився за багатьма характеристиками в 1,5—2 рази — до показників 60—70-х років[43]. Як зазначав у 2002 році академік Д. С. Львов, зарплата в реальному обчисленні скоротилася з 410 рублів (1990 рік) до 168 рублів (2000 рік)[44].
- Структура промислового виробництва за роки перетворень також змінилася. Відбулося зниження наукомістких виробництв, технічна деградація економіки, згортання сучасних технологій[45]. За 15 років, що минули з початку ринкових реформ у Росії, один із найістотніших спадів порівняно з іншими галузями промисловості зазнало суднобудування[46].
- При переході до ринкової економіки з'явився ринок праці, збільшилося безробіття. За методологією Міжнародної організації праці (МОП), на початок 2003 року безробітними були 7,1 % економічно активного населення (без урахування прихованого безробіття). Розрив між мінімальними та максимальними рівнями безробіття за регіонами становив 36 разів.
- Наприкінці 1998 та на початку 1999 років намітилася тенденція до економічного зростання. Після девальвації серпня 1998 року було різко знижено конкурентоспроможність імпорту, що збільшило попит на вітчизняні товари харчової промисловості та інших галузей. Найважливішим фактором економічного зростання було зростання обсягів виробництва на всіх підприємствах паливно-енергетичного комплексу, де прагнули компенсувати збитки від падіння цін на світових ринках — експорт за вартістю скорочувався протягом 1998 року, у фізичних обсягах — збільшувався.
- Лібералізація ціноутворення зняла проблеми товарного дефіциту кінця 1980-х, але викликала зниження життєвого рівня більшості населення, гіперінфляцію (ліквідацію заощаджень).
- Як вважає доктор економіки, професор Гарвардського університету Янош Корнаї, в Росії відбувся розвиток «абсурдної, спотвореної та вкрай несправедливої форми олігархічного капіталізму»[47]. Руслан Грінберг, член-кореспондент РАН, директор Інституту економіки РАН також зазначав, що в результаті політики Єльцина та реформаторів сформувався «олігархічний капіталізм»[48].
- Лібералізація цін та нова податкова політика мали руйнівний вплив на приватне підприємництво[49]. За 1992 рік у Росії кількість малих підприємств у сфері виробництва різко скоротилася[49].
- Лібералізація цін та лібералізація зовнішньої торгівлі призвели до високих темпів зростання цін у російській економіці, а також до кардинальних та негативних для розвитку економіки змін цінових пропорцій[50].
- Проте, низка економістів вважає, що причиною економічного підйому в Росії (та інших країнах колишнього СРСР) починаючи з 1999 року є, насамперед, перехід від планової до ринкової економіки, здійснений у 1990-ті роки[51].

### Наука та НДДКР
Під час реформ було різко скорочено фінансування науки та НДДКР. У 1992—1997 роках витрати на науку скоротилися у 6 разів(6*падіння ВВП(~-70% за вказаний період)). У 1990 році витрати на науку становили 5,5—6 % ВВП, а в 1992 році — 1,9 %. У виданні РАН зазначалося, що це було свідомою установкою:

Різке скорочення фінансування НДДКР було пов'язане не лише з кризовими процесами в економіці. Воно обґрунтовувалося теоретично. З «економічного детермінізму» випливав висновок (і втілювався на практиці в Росії в першій половині 90-х років, коли економічні реформи проводилися без соціальних амортизаторів) про необхідність скорочення бюджетних витрат на освіту, медицину, науку та інші галузі соціальної сфери, про достатність для населення нашої країни обов'язкової семирічної освіти тощо.

У роки реформ погіршився соціальний статус наукового працівника, знизився престиж наукової праці. Істотно скоротилася оплата праці наукових працівників. Співробітник ГУ-ВШЕ Наталія Кутепова зазначає:
Наукові співробітники та члени їхніх сімей з початку реформ потрапили до числа бідних верств населення. Понад 70 % доходу в середньому науковим працівникам доводилося витрачати на купівлю мінімального набору продуктів та комунальні платежі, тоді як у промисловості ця частка становила близько 40 %. Таким чином, соціальне становище сфери НДДКР погіршувалося з початку реформ відчутніше порівняно зі становищем багатьох інших груп.
 При цьому виплата невеликих заробітків нерідко затримувалася.
За два роки після початку реформ лише в академічній науці відбулося скорочення чисельності працівників на 32 %. Скорочення чисельності наукових працівників було пов'язане, зокрема, зі зниженням оплати праці, спадом виробництва протягом 90-х років, структурними зрушеннями економіки (скороченням попиту на високотехнологічну продукцію).

Директор Інституту США та Канади РАН Сергій Рогов у 2010 році писав:
В результаті непродуманих реформ у 1990-ті роки значна частина галузевої науки була приватизована і безслідно зникла. Різко скоротилося бюджетне фінансування НДДКР. Зменшилася майже втричі чисельність наукових дослідників. Відбулася втрата цілих наукових шкіл. Ситуація, що склалася, — це результат застосування в Росії неоліберальних економічних концепцій, згідно з якими будь-яке державне втручання в економіку веде до негативних наслідків.
За його словами, «останні двадцять років ми жили за рахунок науково-технологічного заділу, створеного в Радянському Союзі».
Д. е. н. А. Є. Варшавський та д. т. н. О. С. Сироткін вважають, що в 1990—1997 роках науковий потенціал країни скоротився на 35—40 %. Грошова оцінка втрат наукового потенціалу протягом перехідного періоду (до 1997 року), за їхніми розрахунками, становить щонайменше 60—70 млрд доларів.

### У галузях економіки
Помилка Lua у Модуль:Message_box у рядку 159: attempt to index a nil value.

#### Агропромисловий комплекс
Реформи призвели до значного скорочення обсягів виробництва в сільському господарстві. За роки реформ відбулося скорочення посівних площ, збору зерна, поголів'я худоби. Так, за 1990—1999 роки поголів'я великої рогатої худоби скоротилося з 45,3 до 17,3 млн, поголів'я свиней — з 27,1 до 9,5 млн.
Виробництво зерна за 1990—1999 роки скоротилося зі 113,5 до 47,8 млн тонн, молока — з 41,4 до 15,8 млн тонн. Площа сільськогосподарських угідь скоротилася з 202,4 до 152,7 млн га, посівна площа — зі 112,1 до 73,0 млн га.
В результаті лібералізації цін та приватизації підприємств завершальної стадії агропромислового виробництва (зберігання, переробка та транспортування сільгосппродукції), які є регіональними монополістами, у перші ж роки з початку реформ роздрібні ціни на м'ясо та молоко зросли приблизно в 4 рази більше, ніж м'ясокомбінати, молокозаводи та посередники платили сільським жителям.
У роки реформ влада проводила роздроблення та зміну організаційного типу більшості великих сільськогосподарських підприємств (колгоспів та радгоспів).
У тваринництві відбувався регрес у технології та санітарії. У «Державній доповіді про стан здоров'я населення Російської Федерації у 1992 році» (М., 1993) зазначалося: «Насторожує розширення ареалу синантропного трихінельозу та збільшення кількості тих, хто заражається… Захворюваність на трихінельоз, що має спалаховий характер, реєструвалася у 40 адміністративних територіях Російської Федерації. Усі спалахи трихінельозу виникли в результаті безконтрольної торгівлі свининою подвірного забою без проведення санітарно-ветеринарної експертизи… Прогноз щодо захворюваності населення гельмінтозами несприятливий. Відсутність лікувальних засобів зводить нанівець багаторічні зусилля закладів охорони здоров'я та санітарно-епідеміологічної служби щодо оздоровлення осередків гельмінтозів. Розвиток та інтенсифікація індивідуальних господарств (приватне свинарство, вирощування овочів, зелені, ягідних культур з використанням незнезаражених нечистот для добрива) призводить до забруднення ґрунту, овочів, ягід, інвазії м'яса та м'ясопродуктів».

#### Транспорт
У доповіді Міждержавної ради з антимонопольної політики від 2008 року зазначалося:

До початку 90-х років XX століття авіаційне сполучення в колишньому СРСР розвивалося дуже високими темпами, і в 1989 році показники перебували на рівні розвинених країн. Економічна та політична криза в 90-ті роки призвела до різкого скорочення авіаперевезень. У цей час відбулося приблизно чотириразове скорочення як обсягів перевезення пасажирів, так і пасажирообороту. Основний спад припав на початок 90-х років.

### Соціальні наслідки

#### Погіршення здоров'я та зростання смертності

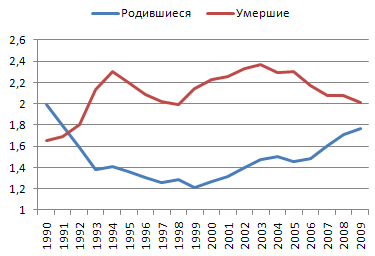
Кількість народжених та померлих у Росії в 1990—2009 роках

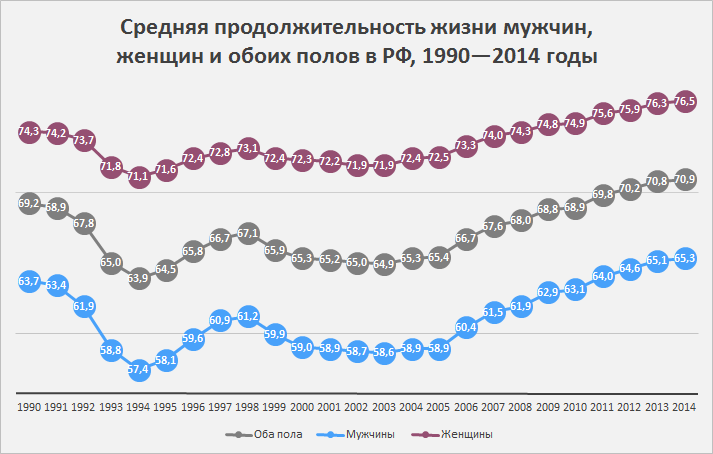
Середня тривалість життя в Росії в 1990—2014 роках

У 1990-ті роки відбулися значне погіршення здоров'я населення та зростання смертності. Так, у доповіді Комісії з питань жінок, сім'ї та демографії при Президентові Російської Федерації «Про сучасний стан смертності населення Російської Федерації» зазначалося: «З 1989 року по 1995 рік кількість померлих збільшилася в Росії з 1,6 млн осіб у 1989 році до 2,2 млн осіб у 1995 році, тобто в 1,4 раза». У доповіді йшлося: «Безпрецедентне зростання смертності населення Росії в 1990-ті роки відбувається на тлі різкого погіршення здоров'я населення». Як зазначалося в доповіді, на ситуацію вплинули довготривалі та сучасні фактори. Доповідь резюмувала, що «найбільш відчутною жертвою негативних сторін реформування суспільства» стало населення та його здоров'я. В основі стрибкоподібного та обвального зростання смертності в 1990-ті роки лежало погіршення якості життя більшості населення, пов'язане із затяжною соціально-економічною кризою: зростанням безробіття, тривалими затримками виплати заробітної плати, пенсій, соціальних допомог, погіршенням якості харчування, зниженням доступності соціальних послуг, затяжним психологічним стресом, невпевненістю у своєму майбутньому та майбутньому дітей, зростанням криміналізації, алкоголізму та алкоголізації суспільства загалом як реакції на стійке почуття незахищеності та невпевненості, наркоманії.
Директор Інституту соціально-економічних проблем народонаселення Наталія Римашевська, узагальнюючи дослідження медиків, зазначала, що «реформи, безумовно, завдали шкоди стану здоров'я людей, спровокувавши зростання смертності насамперед працездатного населення». Головну причину погіршення демографічного відтворення вона бачить не в інерційності демографічних процесів, а в «істотному зниженні якості умов та рівня життя, соціальних напруженнях та нестабільності, непереборних труднощах адаптації переходу до ринку».
Найбільш негативним наслідком системної, насамперед економічної кризи в Росії стало зростання смертності населення. У 1990-х роках кількість померлих перевищила рівень 1980-х років на 4,9 млн осіб, а порівняно із сімдесятими роками зросла на 7,4 млн. Якщо взяти вікові показники смертності населення у 1980-х роках та кількість померлих у тих самих вікових групах у 1990-х, то можна отримати надлишок померлих в останньому десятилітті порівняно з попереднім. Цей надлишок, а точніше надсмертність, у 1991—2000 роках становив приблизно 3—3,5 млн осіб, а разом із втратами, що припадають на триріччя XXI століття, — близько 4 млн осіб. Дослідник Університету Джавахарлала Неру Утса Патнаїк вважає, що надлишкова смертність у 4 млн осіб була досягнута до 1996 року, тобто за 5 років. Для порівняння д.е.н. з ІСПД РАН Л. Л. Рибаковський наводить дані, що надсмертність у роки Великої Вітчизняної війни, включаючи загибель населення в блокадному Ленінграді, становила приблизно 4,2 млн осіб. Серед померлих у мирні дев'яності роки зросла частка смертей, які можна було б запобігти за інших соціально-економічних умов. 
Щорічна смертність працездатного населення зросла майже з 49 до 58 осіб на тисячу у 1992 р. порівняно з 1990 р., а до 1994 р. досягла 84 осіб на рік на тисячу населення. Середня тривалість життя чоловіків у Росії знизилася майже на 6 років. 
При цьому скорочення народжуваності у 1990-х роках було настільки значним, що також доречні аналогії з Великою Вітчизняною війною. Такі умови призвели до того, що Державна дума включила демографічну кризу як пункт у голосуванні щодо імпічменту президента Бориса Єльцина в травні 1999 року як геноцид російського народу. Якщо у 1980—1989 роках у Росії народилося 23 525 456 дітей, то вже у 1990—1999 роках лише 14 594 638 дітей, тобто падіння становило майже 8 930 818 осіб, або на 38 % (у 1987—1999 роках народжуваність знизилася з 2,5 до 1,215 мільйона дітей на рік). Смертність у ті самі періоди часу становила 15 і близько 20 мільйонів осіб, таким чином, природний приріст у 1980—1989 роках становив 8 мільйонів осіб, а вже природний спад у 1990—1999 роках становив понад 4 мільйони осіб.
Так звана «шокова терапія», спрямована на встановлення капіталізму за порадою західних експертів, призвела до катастрофічного падіння ВВП у колишніх соціалістичних державах у період з 1990-го по 1996 рік. Рівень ВВП у Росії та Україні до 1996 року був наполовину або менше порівняно з десятиліттям раніше, а в Грузії, яка постраждала найбільше, ВВП знизився до однієї п'ятої від рівня 1985 року. Ніколи в мирний час ми не бачили такого всеосяжного руйнування виробничих потужностей та економіки через цілком неправильну макроекономічну політику, рекомендовану іноземними експертами та проведену місцевими політиками", - зазначає дослідник Університету Джавахарлала Неру Утса Патнаїк.

#### Погіршення харчування
За роки реформ скоротилося споживання низки найважливіших продуктів харчування. Головний науковий співробітник Інституту економіки РАН Ренальд Симонян, характеризуючи зміну харчування за роки реформ, говорить про різке погіршення його структури, нестачу білків та вітамінів.
В СРСР у другій половині 1980-х років споживання м'яса та м'ясопродуктів збільшилося з 67 кг у 1985 році до 75 кг у 1990 році (при фізіологічному мінімумі — 26,6 кг та нормі збалансованого харчування — 78 кг на людину на рік). Протягом 1990-х років воно швидко знижувалося і до 1999—2000 років впало до 45 кг, або в 1,7 раза. Споживання риби та рибопродуктів на початку 1990-х років скоротилося вдвічі й потім залишалося на рівні 10 кг на рік (що менше мінімального розміру споживання). Споживання молока та молочних продуктів скоротилося за 1990-ті роки в 1,8 раза. Збільшилося споживання хліба та картоплі.
У Державній доповіді «Про стан здоров'я населення Російської Федерації у 1999 році» йшлося, що «структура харчування населення характеризується триваючим зниженням споживання біологічно цінних продуктів харчування». Соціолог Леонід Гордон писав, що в 90-ті роки у більшості населення відбулося повернення від «м'ясо-молочно-овочевого» типу харчування, досягнутого в останні десятиліття в СРСР, до злиденного «хлібно-картопляного» типу, характерного для сталінського часу. Головною причиною цього стала «деградація оплати праці та пенсійного забезпечення».
Академік РАМН Борис Величковський зазначав: «Провідним фактором у дитячій та молодіжній вікових групах є недостатнє харчування. Відсутність повноцінного харчування призвела до того, що у 1999 році 10 % призовників відрізнялися дефіцитом ваги; понад 40 % вагітних жінок страждали анемією, а більшість дітей та молоді не отримувала необхідного набору харчових речовин та вітамінів».
Соціолог Сергій Кара-Мурза звертав увагу, що загальний спад споживання продуктів розподілився нерівномірно серед різних груп населення. Найбільше постраждали групи з невеликими доходами: «У цій частині населення споживання найнеобхідніших для здоров'я продуктів впало до вкрай низького рівня, при якому починаються фізіологічні зміни в організмі та деградація здоров'я. В результаті реформ відбулося різке розшарування населення РФ за типом харчування — не лише в якісному, а й у кількісному відношенні. У збіднілій частині населення виникло масове недоїдання». Так, у 1997 році 20 % населення з найнижчими доходами споживали м'яса 26 кг на рік, молока — 130 кг на рік, овочів — 44 кг на рік на людину. За оцінками Ренальда Симоняна, частка населення, харчування якого впало до рівня фізіологічної деградації, сягає 30 %.
Крім того, в результаті реформ значна частина продуктів харчування, що надходили в торгівлю, була фальсифікована.

#### Зростання злочинності

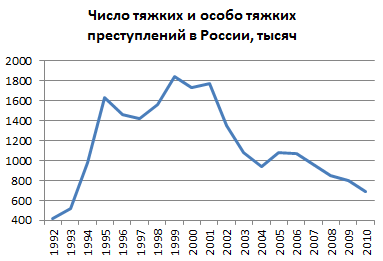
Динаміка кількості тяжких та особливо тяжких злочинів у Росії в 1992—2010 роках, у тисячах

Ліберальні реформи 1990-х, як зазначають дослідники, викликали значне зростання злочинності в Росії. Факторами зростання злочинності були, зокрема, зубожіння населення, ослаблення правоохоронних структур (міліції) та судової системи внаслідок недофінансування, ослаблення моральних норм.
Серйозну роль у житті країни стала відігравати організована злочинність. Злочинці стали агресивнішими та жорстокішими, зросла кількість повторно скоєних злочинів (рецидивів). Частка безробітних серед засуджених злочинців за 1990—1999 роки зросла з 17 до 56 %.
У виданні ІСЕПН РАН йшлося, що за радянських часів злочинність була на «досить низькому рівні», а ринкові реформи спричинили її зростання. Опитування громадської думки показували, що населення втрачало почуття захищеності від злочинних посягань: так, у 1993—1994 роках частка людей, сильно стурбованих зростанням злочинності, зросла до 64—68 %.
Видання констатувало: «У пострадянські часи більшість громадян країни жила в стані постійного занепокоєння за своє життя, майно, життя рідних та близьких».
У 1991—1999 роках, за даними МВС, загинуло внаслідок різних злочинів понад 740 тисяч осіб. При цьому фахівці зазначають високий рівень латентної злочинності: реальна кількість злочинів була набагато вищою за офіційні дані статистики. Це відбувалося через те, що потерпілі або свідки з різних причин не зверталися до міліції, крім того, міліція сама намагалася занижувати кількість злочинів. Реальна кількість злочинів могла бути вищою вдвічі.
Як зазначалося у виданні, деформація діяльності правоохоронних органів була викликана, насамперед, «ліберальною стратегією реформування», що проводилася владою в 90-ті роки. Злам колишньої економічної системи, перерозподіл держвласності на приватну та інші реформи не враховували необхідність захисту прав більшості населення за допомогою сильних правоохоронних органів: «навпаки, для проведення реформ в інтересах вузької групи людей вигідно було якраз ослабити, поставити в залежне становище органи правопорядку». Були змінені умови праці працівників правоохоронних органів, скорочено фінансування та відбулося різке зниження зарплати. Негативними результатами цього стали різке зниження якості кадрів у зв'язку з відтоком професіоналів та комерціалізація правоохоронних органів. Як підкреслювали вчені, «за роки реформ відбулася дискредитація самого інституту міліції в очах населення, між міліцією та населенням країни склалася гостра конфліктна ситуація».

#### Розшарування за доходами
Диспаритети між секторами економіки, що виникли в результаті лібералізації та обвальної приватизації, призвели до швидкого зростання диференціації доходів населення.
При цьому, як зазначав академік Д. С. Львов, від реформ малозабезпечені громадяни програли найбільшою мірою.
Під впливом «шокової терапії» рівень життя населення впав щонайменше вдвічі й досяг рівня 1913 року.

## Критика
Голова Конституційного Суду Росії Валерій Зорькін стверджував, посилаючись на дані РАН, що, крім «пастки нерівності», на тлі появи надбагатих людей, «за роки реформ найбідніші стали вдвічі біднішими, а загалом 80 % населення в матеріальному плані від реформ більше втратили, ніж здобули».
Говорячи про російських реформаторів та результати їхньої політики, професор Колумбійського університету та лауреат Нобелівської премії з економіки Джозеф Стігліц зазначав: «Найбільший парадокс у тому, що їхні погляди на економіку були настільки неприродними, настільки ідеологічно спотвореними, що вони не зуміли вирішити навіть вужче завдання збільшення темпів економічного зростання. Замість цього вони досягли найчистішого економічного спаду. Жодне переписування історії цього не змінить».
У виданні «Біла книга. Економічні реформи в Росії 1991—2001» С. Ю. Глазьєв та С. А. Батчиков пишуть, що «…за роки реформи країна за рівнем соціально-економічного розвитку виявилася відкинутою на десятиліття назад, а за деякими показниками — у дореволюційний період. Ніколи за осяжний період, навіть після руйнувань від гітлерівської навали, не спостерігалося такого тривалого та глибокого зниження рівня виробництва майже в усіх галузях вітчизняної економіки»
Економічний радник Гайдара Джеффрі Сакс пізніше говорив: «Головне, що підвело нас, це колосальний розрив між риторикою реформаторів та їхніми реальними діями… І, як мені здається, російське керівництво перевершило найфантастичніші уявлення марксистів про капіталізм: вони вважали, що справа держави — служити вузькому колу капіталістів, перекачуючи в їхні кишені якомога більше грошей і якомога швидше. Це не шокова терапія. Це злісна, навмисна, добре продумана акція, що має на меті широкомасштабний перерозподіл багатств в інтересах вузького кола людей».
У 2007 році соціолог Наомі Кляйн представила результати соціологічного розслідування наслідків шокової терапії в економіці, навела «порівняльний аналіз між дослідами із введення людини в стан шоку за допомогою шокової терапії в медицині та шокової терапії в економіці, яку економісти Мілтон Фрідман, Джеффрі Сакс проводили щодо СРСР та в інших країнах для поглиблення ситуації з кризою та розвитку в цих країнах гуманітарної катастрофи».

## У творах мистецтва
- Удачі вам, панове! (1992)
- Росія 1985-1999: TraumaZone — документальний, реж. Адам Кертіс (2022, BBC)